# Paul Hofmann (Journalist)
Paul Hofmann (* 20. November 1912 in Wien; † 30. Dezember 2008 in Rom) war ein austroamerikanischer Korrespondent der New York Times in Europa, der während der deutschen Besetzung Italiens Übersetzer der deutschen Stadtkommandanten in Rom war.

## Leben
Hofmann wurde in Wien als Sohn eines Gärtners geboren und wuchs bei seinem Onkel, einem Sozialdemokraten, auf. Er studierte Jus an der Universität Wien und wurde Mitglied der Christlichsozialen Partei im Kreis von Richard Schmitz, dem letzten Bürgermeister Wiens vor dem Anschluss Österreichs an das Deutsche Reich. Dieser verschaffte ihm Stellen bei der Zentralstelle des Volksbundes der Katholiken Österreichs und als Chefredakteur von dessen Zeitung Die Sonntagsglocke. Hofmann arbeitete politisch gegen den Anschluss an das Dritte Reich und emigrierte daher nach Italien. Er heiratete in Italien Maria Anna Tratter, die aus dem von Italien annektierten Südtirol stammte. In Rom lebte er von Tätigkeiten als Übersetzer und Korrespondent.
Als die deutsche Wehrmacht 1943 nach dem Sturz Mussolinis Italien besetzte, wurde Hofmann als deutscher Soldat eingezogen. Er arbeitete als Übersetzer für die beiden deutschen Stadtkommandanten von Rom, General Rainer Stahel und General Kurt Mälzer. Hofmann war gleichzeitig Informant italienischer Widerstandskämpfer und musste schließlich untertauchen. Seine Familie versteckte er in einem Konvent. Im November 1944 wurde er wegen Fahnenflucht und Hochverrats von einem deutschen Militärgericht in Abwesenheit zum Tode verurteilt.
Noch während des Krieges arbeitete er als Radiosprecher in einer amerikanischen Propagandaabteilung und verfasste eine Aufklärungsschrift über die Führer des Nationalsozialismus. Nach dem Krieg war er in Florenz Zeuge der Anklage im Prozess gegen Mälzer, in dem dieser wegen Misshandlung von Kriegsgefangenen zu zehn Jahren Gefängnis verurteilt wurde. Mälzer wurde anschließend noch wegen des Massakers in den Ardeatinischen Höhlen zusammen mit General Mackensen zum Tode verurteilt.
Danach begann Hofmanns dritte berufliche Karriere als Korrespondent der New York Times, die ihn von Rom aus in viele Länder und an viele Brennpunkte der Politik führte. Nach seiner Pensionierung im Jahre 1990 schrieb Hofmann Reisebücher für seine amerikanischen Leser, insbesondere über Rom und Italien.

## Werke
- Da Hitler ad Himmler, Capriotti, Roma 1945 (ins Italienische übersetzt von Emma Masci Kiesler)
- The Seasons of Rome: A Journal, 1999, ISBN 978-0-8050-5597-9
- O Vatican! A Slightly Wicked View of the Holy See, ISBN 978-0-86553-101-7
- That Fine Italian Hand, 1991, ISBN 978-0-8050-1729-8
- Roma: The Smart Traveler's Guide to The Eternal City, 1993, ISBN 978-0-8050-3002-0